# Greta Prozor
Pour les articles homonymes, voir Prozor.
Greta Prozor, née le 3 janvier 1886 dans le 8e arrondissement de Paris et morte le 14 février 1978 à Genève est une  comédienne, une professeur d'art dramatique et une traductrice du norvégien en français.

## Biographie

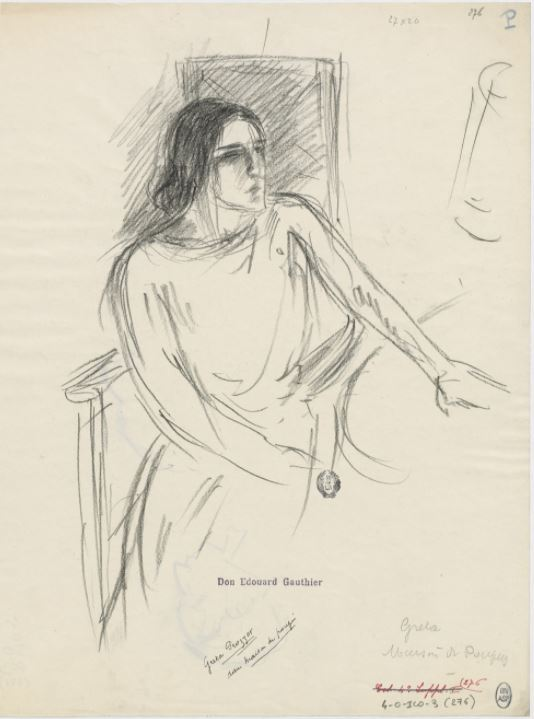
Greta Prozor dans la pièce Maison de poupée d'Henrik Ibsen, dessin de Paul-Charles Delaroche

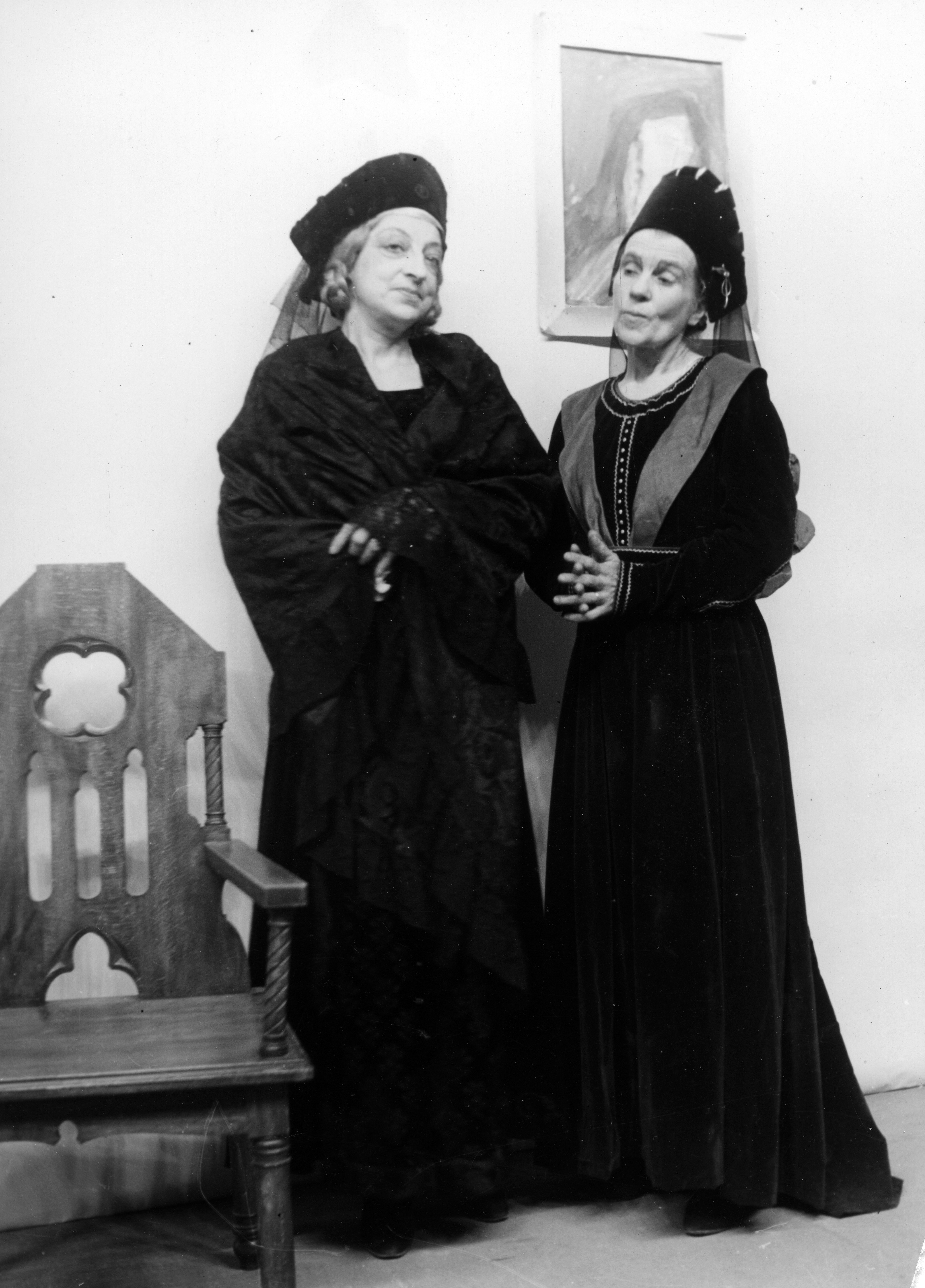
Nora Sylvère et Greta Prozor dans La Terre est ronde d'Armand Salacrou (1943)

Greta Prozor est la  fille du comte Maurice  Prozor (1848-1928) , diplomate lituanien au service de la Russie, ami et traducteur d'Ibsen, et de la comtesse suédoise Marthe-Elsa Bonde, cousine du roi de Suède. Le couple a trois enfants, Maurice, Greta et Elsa.
Son père a une propriété dans un quartier de Genève, Monchoisy, ce qui explique que sa vie professionnelle se passe en bonne partie en Suisse. Très jeune elle se passionne pour le théâtre. Sur les conseils de Suzanne Desprès elle part à Paris pour se former. Son maître est Lugné-Poé. Elle débute à  Nice puis joue à Paris et part en tournée en Europe. Ernest Fournier la met en relation avec Georges Pitoëff avec qui se développe une fructueuse collaboration. Elle joue les rôles principaux de plusieurs pièces que montent Lugné-Poé et Pitoëff. Un des plus marquants est celui d'Hedda Gabler d'Ibsen mais ses interprétations sont généralement appréciées par la critique. Elle joue tant à Paris (Théâtre Réja, Théâtre de l'Œuvre) qu'à Genève avec la Comédie de Genève de Georges Pitoëff, en particulier durant la Première Guerre mondiale.
Greta se marie le 10 juin 1913 avec Walther Halvorsen, Norvégien. Walther Halvorsen est un ancien élève, en 1909-1910, de l'Académie Matisse. Devenu marchand de tableaux, il est proche de Matisse et des milieux artistiques et littéraires. Matisse peint des dessins et un grand portrait de Greta. Elle décrit la réalisation d'un dessin   « Un jour, Matisse me demande de poser pour lui dans son atelier de Paris. Il voulait faire une grande toile, mais commença par des dessins, très nombreux. « Parlez », me disait-il, et il me posait des questions, sur le théâtre, évidemment. Moi, je parlais, avec force gestes. Soudain, il m'arrêtait d'un mouvement de la main, je m'immobilisais et le crayon commençait son travail sans que l'artiste s'arrête un instant. Quand le crayon s'immobilisait, le dessin était terminé." La grande toile dont elle parle est exposée au Centre Pompidou.
Greta est aussi une proche du poète Reverdy dont elle dit des poèmes. Max Jacob écrit « Mlle Greta Prozor la seule diseuse de vers à ma connaissance qui ait compris la dernière poésie moderne. Mlle Greta Prozor a compris ce qu'il y a de peu verbal dans la poésie moderne et particulièrement dans celles de M. Reverdy : elle a compris que cette poésie vient à la fois du tréfonds de nous-même et qu'elle est aussi très extériorisée mais plus par des objets qu'elle emploie (je le dis à dessein) que par les images et les mots dont elle pourrait s'orner et qu'elle dédaigne. » 
Walther Halvorsen et Greta Prozor divorcent quelques années après leur mariage. Greta se remarie le 15 janvier 1924 avec Augustin Currat, peintre, qu'elle a rencontré en 1922 lors du tournage du film La croix du Cervin de Jacques Béranger dans lequel elle joue un des deux rôles principaux.
En  août 1922, Greata fait avec Oscar Vladislas de Lubicz-Milosz et son père un voyage en Lituanie.
Elle est professeur d'art dramatique au Conservatoire de Genève de 1939 à 1965. Elle a comme élèves, entre autres, André Steiger, Guillaume Chenevière, Béatrice Perregaux...

## Théâtre

### Comédienne
1910, Késa pièce de Robert d'Humières, mise ne scène Lugné-Poë,Théâtre de l'Œuvre
1911, Hedda Gabler, d'Henrik Ibsen, mise en scène Lugné Poe, Théâtre de l'Œuvre
1912 Morituri, de Maurice Prozor, Théâtre de l'œuvre
1913, Une maison de poupée, d'Henrik Ibsen, Théâtre Antoine
1913, Thérèse Raquin, d'Emile Zola, Palais d'hiver de Pau
Le cœur des autres
1915 Hedda Gabler, d'Henrik Ibsen, drame en 4 actes, trad. du Comte Prozor, Genève, 1915, Comédie de Genève, mise en scène Georges Pitoëff, avec Greta Prozor dans le rôle d'Hedda Gabler et Georges Pitoëff dans le rôle de Loëvborg.
1920, La fille sauvage de François Curel,, pièce en 6 actes, Paris 1920, Théâtre du Vaudeville avec Gréta Prozor dans le rôle de Marie)
1921 La souriante Madame Beudet , tragi-comédie en 2 actes, de Denys Amiel et André Obey, représentée pour la première fois au Nouveau-Théatre, le 16 avril 1921, rôle de Mme Beudet
1921 Le cœur des autres, de Gabriel Marcel, Théâtre de l'Œuvre
1928 Les revenants, d' Henrik Ibsen, trad. du Comte Prozor, drame en 3 actes, Paris, 1928, Théâtre des Mathurins, mise en scène Georges Pitoëff, avec Greta Prozor dans le rôle d'Hélène Alving
1943 La terre est ronde, pièce d'Armand Salacrou

### Metteur en scène
1933 : La ligne brisée?  d'Ami Chantre, Genève, Théâtre de la Comédie à Genève
1944 Le Sein de la famille de Félix Vallotton, Les Tréteaux d’Arlequin, La Chaux-de-Fonds

### Traductrice
Trygve Gulbranssen Le Salut du Gaard, roman, Paris, Neuchâtel, 1952, V. Attinger, 213 p.